# Marc-Andrea Hüsler
Marc-Andrea Hüsler (ou Huesler), né le 24 juin 1996 à Zurich, est un joueur de tennis suisse, professionnel depuis 2016.

## Biographie
Fils d'un psychiatre et d'une enseignante, Marc-Andrea Hüsler a une sœur aînée. Ses parents se rencontrent lors de championnats universitaires de tennis. La mère ayant longtemps vécu aux États-Unis, elle parle en anglais aux deux enfants.
Il se consacre à plein temps au tennis après avoir obtenu sa maturité en 2015.
Il habite Rüschlikon, dans le canton de Zurich.

## Carrière
Auteur de débuts relativement discrets sur les courts, Marc-Andrea Hüsler remporte deux titres en catégorie Futures en 2017 et 2018, puis un premier Challenger à San Luis Potosí en avril 2019 après être sorti des qualifications. C'est en 2020 qu'il commence à faire parler de lui lorsqu'il parvient en demi-finale de l'Open de Kitzbühel signant des victoires sur Fabio Fognini (12e mondial) et Feliciano López alors qu'il ne figure qu'au 303e rang à l'ATP. Il confirme en remportant peu après les Challenger de Sibiu et Ismaning, puis en passant un tour à Sofia. Sa saison 2021 est décevante, seulement marquée par un titre en double à Gstaad avec Dominic Stricker.
Hüsler se reprend début 2022 au cours d'une tournée au Mexique où il décroche deux nouveaux titres à Mexico et Aguascalientes. Sur gazon, il s'extirpe des qualifications des tournois de Halle et Wimbledon puis se distingue à Winston-Salem avec une demi-finale. Le 2 octobre 2022, à Sofia en Bulgarie, il remporte son premier titre sur le circuit ATP en battant le Danois Holger Rune en deux sets (6-4, 7-6). Il avait auparavant signé des victoires sur Pablo Carreño Busta et Lorenzo Musetti. Il conclut sa saison par un succès de prestige sur Jannik Sinner à Bercy.
Il fait ses débuts dans l'équipe de Suisse de Coupe Davis en 2018 contre le Kazakhstan où il s'incline dans le double décisif aux côtés de Luca Margaroli.

## Palmarès

### Titre en simple messieurs
| No | Date       | Nom et lieu du tournoi | Catégorie | Dotation  | Surface    | Finaliste   | Score     |          |
| -- | ---------- | ---------------------- | --------- | --------- | ---------- | ----------- | --------- | -------- |
| 1  | 26-09-2022 | Sofia Open, Sofia      | ATP 250   | 534 555 € | Dur (int.) | Holger Rune | 6-4, 7-68 | Parcours |

### Titre en double messieurs
| No | Date       | Nom et lieu du tournoi   | Catégorie | Dotation  | Surface      | Partenaire       | Finalistes                  | Score     |          |
| -- | ---------- | ------------------------ | --------- | --------- | ------------ | ---------------- | --------------------------- | --------- | -------- |
| 1  | 01-03-2021 | Swiss Open Gstaad Gstaad | ATP 250   | 419 470 € | Terre (ext.) | Dominic Stricker | Szymon Walków Jan Zieliński | 6-1, 7-67 | Parcours |

## Parcours dans les tournois duGrand Chelem

### En simple
| Année | Open d'Australie | Open d'Australie | Internationaux de France | Internationaux de France | Wimbledon       | Wimbledon       | US Open         | US Open          |
| ----- | ---------------- | ---------------- | ------------------------ | ------------------------ | --------------- | --------------- | --------------- | ---------------- |
| 2022  | —                | —                | —                        | —                        | 1er tour (1/64) | Hugo Grenier    | 1er tour (1/64) | Denis Shapovalov |
| 2023  | 1er tour (1/64)  | John Millman     | 1er tour (1/64)          | Daniel Altmaier          | 1er tour (1/64) | Yosuke Watanuki | 1er tour (1/64) | Hubert Hurkacz   |

N.B. : à droite du résultat se trouve le nom de l'ultime adversaire.

### En double messieurs
| 2023 | 2e tour (1/16) A. Göransson \|\| style="text-align:left;" \| A. Mies John Peers | 2e tour (1/16) N. Jarry \|\| style="text-align:left;" \| Ivan Dodig A. Krajicek | 1er tour (1/32) B. Nakashima \|\| style="text-align:left;" \| M. Arévalo J.-J. Rojer | 2e tour (1/16) Laslo Djere \|\| style="text-align:left;" \| Hugo Nys J. Zieliński |

N.B. : le nom du partenaire se trouve sous le résultat ; le nom des ultimes adversaires se trouve à droite.

## Parcours dans lesMasters 1000
| Année | Indian Wells         | Miami           | Monte-Carlo       | Madrid            | Rome               | Canada | Cincinnati | Shanghai | Paris                |
| ----- | -------------------- | --------------- | ----------------- | ----------------- | ------------------ | ------ | ---------- | -------- | -------------------- |
| 2022  | —                    | —               | —                 | —                 | —                  | —      | —          | n.o.     | 2e tour K. Khachanov |
| 2023  | 1er tour P. Martínez | 2e tour T. Paul | 1er tour J. Munar | 1er tour C. Garín | 1er tour J. Kubler | —      | —          | —        | —                    |

N.B. : sous le résultat se trouve le nom de l’ultime adversaire.

## Parcours enCoupe Davis
| #                                                          | Date          | Lieu   | Surface    | Gagnant(s)                            | Perdant(s)                        | Score                    |          |
|                                                            |               |        |            |                                       |                                   |                          |          |
| 2018 - 1er tour (groupe mondial) - Kazakhstan - Suisse 4:1 |               |        |            |                                       |                                   |                          |          |
| 1                                                          | 02-04/02/2018 | Astana | Dur (int.) | Timur Khabibulin Aleksandr Nedovyesov | Marc-Andrea Hüsler Luca Margaroli | 6-4, 6-4, 3-6, 65-7, 6-3 | Parcours |
| 1                                                          | 02-04/02/2018 | Astana | Dur (int.) | Marc-Andrea Hüsler                    | Roman Khassanov                   | 6-3, 6-1                 | Parcours |

## Classements ATP en fin de saison
| Année          | 2014 | 2015 | 2016 | 2017 | 2018 | 2019 | 2020 | 2021 | 2022 |
| Rang en simple | 1535 | –    | 1075 | 723  | 380  | 280  | 148  | 188  | 56   |
| Rang en double | –    | 1287 | 1226 | 367  | 165  | 214  | 210  | 155  | 289  |

Source : (en) Classements de Marc-Andrea Hüsler sur le site officiel de la Fédération internationale de tennis